# Тальнівська міська територіальна громада
Тальнівська міська об'єднана територіальна громада — об'єднана територіальна громада в Україні, в Звенигородському районі Черкаської області. Адміністративний центр — місто Тальне.
Площа громади — 109,22 км², населення — 15 585 мешканців (2018). Кількість ВПО у громаді станом на 1 липня 2025 року - 1350 осіб.
Утворена 28 вересня 2016 року шляхом об'єднання Тальнівської міської ради та Гордашівської, Здобутківської, Соколівоцької сільських рад Тальнівського району.
Згідно з розпорядженням Кабінету Міністрів України від 12.06.2020 № 728-р до складу громади були включені усі сільські ради Тальнівського району.

## Населені пункти
У складі громади 1 місто (Тальне), 34 села (Антонівка, Білашки, Веселий Кут,  Вишнопіль, Глибочок, Гордашівка, Гуляйка, Довгеньке, Заліське, Зеленьків, Кобиляки, Кобринова Гребля, Кобринове, Колодисте, Корсунка,  Криві Коліна, Лащова, Легедзине, Лісове, Лоташеве, Майданецьке, Мошурів, Онопріївка, Павлівка Друга, Павлівка Перша, Папужинці, Піщана, Поташ, Романівка, Соколівочка, Тальянки, Червоне, Чеснопіль, Шаулиха) і 8 селищ (Добрянка, Здобуток, Левада, Нова Павлівка, Новомайданецьке, Степне, Тарасівка, Шалаське)

## Природно-заповідний фонд
На території громади розташовані: ландшафтний заказник місцевого значення Білі Обрії, ботанічні пам'ятки природи Глибочок-1 та Глибочок-2.